# Roger Laurent
Roger Laurent (Liège, 1913. február 21. – Uccle, 1997. február 6.) belga autóversenyző.

## Pályafutása
1952-ben két világbajnoki Formula–1-es versenyen vett részt. Laurent hazája versenyén, egy tizenkettedik helyezéssel debütált a sorozatban. A német futamon hatodikként, egy kör hátrányban a még ötödik, pontszerző Jean Behra mögött ért célba.
Részt vett több, a világbajnokság keretein kívül rendezett Formula–1-es futamon is.
1953-ban és 1954-ben rajthoz állt a Le Mans-i 24 órás versenyen. Az 54-es futamon honfitársával, Jacques Swaters-el a negyedik helyen zárt.

## Eredményei

### Teljes Formula–1-es eredménysorozata
(Táblázat értelmezése)

(Félkövér: pole-pozícióból indult; dőlt: leggyorsabb kört futott) 

| Év   | Csapat               | Modell      | Motor              | 1   | 2   | 3      | 4   | 5   | 6     | 7   | 8   | Helyezés | Pont |
| ---- | -------------------- | ----------- | ------------------ | --- | --- | ------ | --- | --- | ----- | --- | --- | -------- | ---- |
| 1952 | HW Motors Ltd.       | HWM         | Alta Straight-4    | SUI | 500 | BEL 12 | FRA | GBR |       |     |     | -        | 0    |
| 1952 | Ecurie Francorchamps | Ferrari 500 | Ferrari Straight-4 |     |     |        |     |     | GER 6 | NED | ITA | -        | 0    |

### Le Mans-i 24 órás autóverseny
| Év   | Csapat                | Autó          | Csapattárs         | Helyezés |
| ---- | --------------------- | ------------- | ------------------ | -------- |
| 1953 | Ecurie Franchorchamps | Jaguar C-Type | Charles de Tornaco | 9.       |
| 1954 | Ecurie Franchorchamps | Jaguar C-Type | Jacques Swaters    | 4.       |

## Külső hivatkozások
- Profilja a grandprix.com honlapon (angolul)
- Profilja a statsf1.com honlapon (angolul)